# Jeanette Dimech
Janette (Jeanette) Dimech (Londen (Verenigd Koninkrijk), 10 oktober 1951) is een Brits-Amerikaanse zangeres van Spaans-Congolese afkomst. Vanaf haar twaalfde is ze in Spanje opgegroeid; ze zingt voornamelijk in het Spaans.

## Biografie
Jeanette is de dochter van een Maltese vader die in Belgisch Congo heeft gewoond en een Spaanse moeder; haar moeder komt oorspronkelijk van de Canarische Eilanden.
Vanwege het beroep van haar familie (een import- en exportbedrijf), woonde ze eerst met haar ouders in Londen, en later in Chicago en Los Angeles. Toen ze 12 was eindigde het huwelijk van haar ouders in een scheiding en ging ze in Barcelona wonen met haar moeder en haar twee jongere broers.
In de jaren 60 leerde ze gitaar spelen en ging ze haar eigen liedjes schrijven. In 1969 ging ze bij een band, waarmee ze succes had met liedjes als Cállate niña, Amenecer en No digas nada. De band bleef echter niet lang bestaan en Jeanette verhuisde samen met haar man naar Wenen. Vanuit die stad begon ze haar solocarrière en brak ze al snel door.

## Porque te vas
Haar grootste hit, Porque te vas (omdat je weggaat '), is een liedje van José Luís Perales, dat vrij onbekend bleef tot begin 1974. Pas toen het gebruikt werd voor de film Cría cuervos (letterlijk: Raven fokken of Fok raven) van Carlos Saura, die prijzen in de wacht sleepte op het filmfestival van Cannes, werd het internationaal bekend. Het bereikte o.a. de eerste plaats van de Duitse hitparade (zie Nummer 1-hits in de Musikmarkt Top 50 in 1977).
Dit succes heeft Jeanette niet meer kunnen evenaren. Tot in de jaren negentig trad ze nog wel op. In 1989 bracht ze haar laatste plaat Loca por la música uit.

## Singles
- Porque te vas, 1974
- Estoy triste, 1974
- Soy rebelde, 1976
- Todo es nuevo, 1977
- Don't say goodnight to a lady, 1978
- Valley of love, 1980
- Corazón de poeta, 1981

- Biblioteca Nacional de España: XX875614
- Bibliothèque nationale de France: cb13933876x (data)
- International Standard Name Identifier: 0000 0000 5951 455X
- Library of Congress Control Number: n96007324
- MusicBrainz: 327a9b38-0817-4cce-858e-84ce8f56864b
- Nationale Bibliotheek van Polen: a0000002480592
- SNAC: w6k93hdx
- Virtual International Authority File: 261171851
- WorldCat: E39PBJtcJ8cPBk47PWXDvdBgKd